# دوسالانه طراحی
دوسالانۀ طراحی (به انگلیسی: Biennale of Design) یا بی‌آی‌او (اختصاری BIO) نمایشگاه بین‌المللی طراحیِ قابل توجهی است که به‌ طور مداوم از سال ۱۹۶۴ میلادی در لیوبلیانا، اسلوونی، به عنوان اولین دوسالانۀ طراحی در اروپا برگزار می‌شود.

## تاریخچه
از زمان تأسیس موزه معماری و طراحی (MAO) در سال ۱۹۷۲ میلادی، آن را «دوسالانۀ طراحی صنعتی» عنوان کرد. در سال ۲۰۱۰ میلادی، یک نمایشگاه همراه با عنوان «آلوار آلتو، بیان بی انتها» در تولید مشترک با بنیاد آلوار آلتو و سفارت فنلاند در اسلوونی برگزار شد.
در سال ۲۰۱۴ میلادی، تحت هدایت ژان بولن، منتقد و نمایشگاه‌گردان بلژیکی، اعطای محصولات طراحی واقعی را متوقف کرد و در عوض شروع به اعطای جایزه بهترین همکاری کرد که توسط هیئت داوران بین‌المللی انتخاب و در مراسم افتتاحیه ارائه شد. نسخۀ ۲۰۱۹ میلادی آن، با عنوان «دانش مشترک» و نمایشگاه‌گردانی توسط نمایشگاه‌گردان طراحی اتریشی، توماس گایسلر و دستیار نمایشگاه‌گردان آلین لارا رزنده، بر بحران اطلاعات به دلیل اخبار جعلی منتشر شده در رسانه‌های اجتماعی و طراحی نشریات خبری (برخط) تمرکز دارد.